# Вітольдово (гміна Ходеч)
Вітольдово (пол. Witoldowo) — село в Польщі, у гміні Ходеч Влоцлавського повіту Куявсько-Поморського воєводства.
Населення — 40 осіб (2011).
У 1975-1998 роках село належало до Влоцлавського воєводства.

## Демографія
Демографічна структура станом на 31 березня 2011 року:
|          | Загалом | Допрацездатний вік | Працездатний вік | Постпрацездатний вік |
| -------- | ------- | ------------------ | ---------------- | -------------------- |
| Чоловіки | 15      | 1                  | 14               | 0                    |
| Жінки    | 25      | 5                  | 17               | 3                    |
| Разом    | 40      | 6                  | 31               | 3                    |